# Kościesza Kuszaba
Kościesza Kuszaba – polski herb szlachecki.

## Opis herbu
W polu zielonym – kamień młyński barwy naturalnej. Nad tarczą w koronie szlacheckiej – dziewięć głów szczenięcych.

## Najwcześniejsze wzmianki
Nadany neofitom, braciom Karolowi i Stanisławowi Lipskim, przez Stanisława Augusta w 1764 r., potwierdzony 20 października 1765 r.